# Manfred Weinreich
Manfred Weinreich (* 28. September 1946 in Forlitz-Blaukirchen) ist ein ehemaliger deutscher Ruderer.

## Biografie
Manfred Weinreich wurde zwischen 1967 und 1974 insgesamt fünffacher Deutscher Meister. 
Zusammen mit Jochen Heck, Thomas Hitzbleck und Volkhard Buchter wurde er bei den Weltmeisterschaften 1966 Sechster im Vierer ohne Steuermann. Bei den Olympischen Sommerspielen 1968 in Mexiko-Stadt belegte die Crew in der Vierer ohne Steuermann-Regatta den sechsten Platz. Im Folgejahr gewann Weinreich bei den Europameisterschaften in Klagenfurt Bronze mit dem Deutschland-Achter.
Nach seiner Karriere war Weinrich als Landesstützpunktleiter in Essen tätig.